# Poule d'Essai des Pouliches
Groupe I
La Poule d'Essai des Pouliches est une course hippique de plat se déroulant au mois de mai sur l'hippodrome de Longchamp.
C'est une course de Groupe I réservée aux pouliches de 3 ans, disputée sur les 1 600 mètres de la grande piste et dotée d'une allocation de 500 000 €. C'est l'équivalent français des 1000 Guinées anglaises et irlandaises. 

## Historique
La première édition eut lieu en 1883, tout comme pour la Poule d'Essai des Poulains, son équivalent pour les poulains. Auparavant, les poulains et pouliches couraient dans une même course, la Poule d'Essai, courue dès 1840 sur le Champ de Mars à Paris, puis sur l'hippodrome de Longchamp, à partir de 1857.  
La Poule d'Essai des Pouliches est l'autre grand rendez-vous classique du printemps pour les pouliches, avec le Prix de Diane. 25 pouliches sont parvenues à faire le doublé. 
Le record de la Poule d'Essai des Pouliches est l'apanage de Zarigana, avec un temps de 1'34"05 en 2025.  
Longchamp étant en travaux, les éditions 2016 et 2017 se sont déroulées sur l'Hippodrome de Deauville-La Touques.

## Palmarès depuis 1970
| Année | Vainqueur          | Pays        | Père             | Jockey              | Entraîneur          | Propriétaire                 | Deuxième           | Troisième         | Temps    |
| ----- | ------------------ | ----------- | ---------------- | ------------------- | ------------------- | ---------------------------- | ------------------ | ----------------- | -------- |
| 2025  | Zarigana           | France      | Siyouni          | Mickaël Barzalona   | Francis-H. Graffard | S.A. Aga Khan                | She's Perfect      | Mandanaba         | 1'34"05  |
| 2024  | Rouhiya            | France      | Lope de Vega     | Maxime Guyon        | Francis-H. Graffard | S.A. Aga Khan                | Kathmandu          | Vespertilio       | 1'35"99  |
| 2023  | Blue Rose Cen      | France      | Churchill        | Aurélien Lemaître   | Christopher Head    | Yeguada Centurion            | Lindy              | Sauterne          | 1'38"24  |
| 2022  | Mangoustine        | France      | Dark Angel       | Gérald Mossé        | Mikel Delzangles    | Infinity Nine Horses         | Cachet             | Times Square      | 1'35"72  |
| 2021  | Coeursamba         | France      | The Wow Signal   | Cristian Demuro     | Jean-Claude Rouget  | Abdullah Fahad Ah Al-Attiyah | Mother Earth       | Kennella          | 1'39''28 |
| 2020  | Dream and Do       | France      | Siyouni          | Maxime Guyon        | Frédéric Rossi      | Haras du Logis-St Germain    | Speak to The Devil | Mageva            | 1'35"68  |
| 2019  | Castle Lady        | France      | Shamardal        | Mickaël Barzalona   | Henri-Alex Pantall  | Godolphin                    | Commes             | East              | 1'40"91  |
| 2018  | Teppal             | Royaume-Uni | Camacho          | Olivier Peslier     | David Simcock       | Cheik M. Al Thani            | Cœur de Beauté     | Wind Chimes       | 1'37"97  |
| 2017  | Précieuse          | France      | Tamayuz          | Olivier Peslier     | Fabrice Chappet     | Anne-Marie Hayes             | Sea of Grace       | Heuristique       | 1'37"69  |
| 2016  | La Cressonnière    | France      | Le Havre         | Cristian Demuro     | Jean-C. Rouget      | G.Augustin-Normand           | Nathra             | Qemah             | 1'36"00  |
| 2015  | Ervedya            | France      | Siyouni          | Ch. Soumillon       | Jean-C. Rouget      | S.A. Aga Khan                | Irish Rookie       | Mexican Gold      | 1'36"48  |
| 2014  | Avenir Certain     | France      | Le Havre         | Grégory Benoist     | Jean-C. Rouget      | Antonio Caro                 | Veda               | Xcellence         | 1'39"95  |
| 2013  | Flotilla           | France      | Mizzen Mast      | Ch. Lemaire         | Mikel Delzangles    | Cheik M. Al Thani            | Ésotérique         | Tasaday           | 1'34"77  |
| 2012  | Beauty Parlour     | France      | Deep Impact      | Ch. Soumillon       | Élie Lellouche      | Écurie Wildenstein           | Up                 | Topeka            | 1'37"15  |
| 2011  | Golden Lilac       | France      | Galileo          | Olivier Peslier     | André Fabre         | Gestüt Ammerland             | Glorious Sight     | Wild Wind         | 1'39"31  |
| 2010  | Special Duty       | France      | Hennessy         | S. Pasquier         | Christiane Head     | Khalid Abdullah              | Baine              | Joanna            | 1'37"40  |
| 2009  | Elusive Wave       | France      | Elusive City     | Ch. Lemaire         | Jean-C. Rouget      | Martin Schwartz              | Tamazirte          | Fantasia          | 1'39"87  |
| 2008  | Zarkava            | France      | Zamindar         | Ch. Soumillon       | A. de Royer-Dupré   | S.A. Aga Khan                | Goldikova          | Halfway to Heaven | 1'35"20  |
| 2007  | Darjina            | France      | Zamindar         | Ch. Soumillon       | A. de Royer-Dupré   | Zahra Aga Khan               | Finsceal Beo       | Rahiyah           | 1’37"20  |
| 2006  | Tie Black          | France      | Machiavellian    | Jean-B. Eyquem      | François Rohaut     | J. Gispert                   | Impressionnante    | Price Tag         | 1'36"60  |
| 2005  | Divine Proportions | France      | Kingmambo        | Ch. Lemaire         | Pascal Bary         | Famille Niárchos             | Toupie             | Ysoldina          | 1'38"50  |
| 2004  | Torrestrella       | France      | Orpen            | Olivier Peslier     | François Rohaut     | B. Bargues                   | Grey Lilas         | Miss Mambo        | 1'35"70  |
| 2003  | Musical Chimes     | France      | In Excess        | Ch. Soumillon       | André Fabre         | Maktoum Al Maktoum           | Maiden Tower       | Étoile Montante   | 1'36"00  |
| 2002  | Zenda              | Royaume-Uni | Zamindar         | Richard Hughes      | John Gosden         | Khalid Abdullah              | Firth of Lorne     | Sophisticat       | 1'36"80  |
| 2001  | Rose Gypsy         | Irlande     | Green Desert     | Michael Kinane      | Aidan O'Brien       | Tabor & Magnier              | Banks Hill         | Lethals Lady      | 1'36"70  |
| 2000  | Bluemamba          | France      | Kingmambo        | Thierry Jarnet      | Pascal Bary         | Ecurie Skymarc               | Peony              | Alshakr           | 1'40"20  |
| 1999  | Valentine Waltz    | Royaume-Uni | Be My Guest      | Ray Cochrane        | John Gosden         | Kirby & Maher                | Karmifira          | Calando           | 1'36"00  |
| 1998  | Zalaiyka           | France      | Royal Academy    | Gérald Mossé        | A. de Royer-Dupré   | S.A. Aga Khan                | Cortona            | La Nuit Rose      | 1'35"70  |
| 1997  | Always Loyal       | France      | Zilzal           | Freddy Head         | Christiane Head     | Maktoum Al Maktoum           | Seebe              | Red Camellia      | 1'40"20  |
| 1996  | Ta Rib             | Royaume-Uni | Mr. Prospector   | Willie Carson       | Ed Dunlop           | Hamdan Al Maktoum            | Shake The Yoke     | Sagar Pride       | 1'38"70  |
| 1995  | Matiara            | France      | Bering           | Freddy Head         | Christiane Head     | Ecurie Aland                 | Carling            | Shaanxi           | 1'42"40  |
| 1994  | East of The Moon   | France      | Private Account  | Cash Asmussen       | François Boutin     | Stávros Niárchos             | Agathe             | Belle Argentine   | 1'37"10  |
| 1993  | Madeleine's Dream  | France      | Theatrical       | Cash Asmussen       | François Boutin     | Allen E. Paulson             | Ski Paradise       | Gold Splash       | 1'36"40  |
| 1992  | Culture Vulture    | Royaume-Uni | Timeless Moment  | Richard Quinn       | Paul Cole           | Christopher Wright           | Hydro Calido       | Guislaine         | 1'37"00  |
| 1991  | Danseuse du Soir   | France      | Thatching        | Dominique Bœuf      | Elie Lellouche      | Daniel Wildenstein           | Sha Tha            | Caerlina          | 1'38"60  |
| 1990  | Houseproud         | France      | Riverman         | Pat Eddery          | André Fabre         | Khalid Abdullah              | Pont-Aven          | Gharam            | 1'38"50  |
| 1989  | Pearl Bracelet     | France      | Lyphard          | Alfred Gibert       | Roger Wojtowiez     | Ecurie Fustok                | Pass The Peace     | Golden Opinion    | 1'37"10  |
| 1988  | Ravinella          | France      | Mr. Prospector   | Gary W. Moore       | Christiane Head     | Ecurie Aland                 | Duckling Park      | Sacré Look        | 1'38"30  |
| 1987  | Miesque            | France      | Nureyev          | Freddy Head         | François Boutin     | Stávros Niárchos             | Sakura Reiko       | Libertine         | 1'38"10  |
| 1986  | Baiser Volé        | France      | Foolish Pleasure | Guy Guignard        | Christiane Head     | Robert Sangster              | Secret Form        | River Dancer      | 1'39"90  |
| 1985  | Silvermine         | France      | Bellypha         | Freddy Head         | Christiane Head     | Ghislaine Head               | Top Socialite      | New Bruce         | 1'40"70  |
| 1984  | Masarika           | France      | Thatch           | Yves Saint-Martin   | A. de Royer-Dupré   | S.A. Aga Khan                | Boreale            | Speedy Girl       | 1'39"30  |
| 1983  | L'Attrayante       | France      | Tyrant           | Alain Badel         | Olivier Douieb      | Charles Thériot              | Mystérieuse Étoile | Maximova          | 1'42"50  |
| 1982  | River Lady         | France      | Riverman         | Lester Piggott      | François Boutin     | Robert Sangster              | Typhoon Polly      | Vidor             | 1'39"60  |
| 1981  | Ukraine Girl       | France      | Targowice        | Pat Eddery          | Robert Collet       | Meg Mullion                  | Star Pastures      | Ionian Raja       | 1'41"00  |
| 1980  | Aryenne            | France      | Green Dancer     | Maurice Philipperon | John Fellows        | D. G. Volkert                | Safita             | Princess Lida     | 1'43"60  |
| 1979  | Three Troikas      | France      | Lyphard          | Freddy Head         | Christiane Head     | Ghislaine Head               | Nonoalca           | Waterway          | 1'46"00  |
| 1978  | Dancing Maid       | France      | Lyphard          | Freddy Head         | Alec Head           | Jacques Wertheimer           | Fruhlingstag       | A Thousand Stars  | 1'45"30  |
| 1977  | Madelia            | France      | Caro             | Yves Saint-Martin   | Angel Penna         | Daniel Wildenstein           | Beaune             | Durtal            | 1'39"90  |
| 1976  | Riverqueen         | France      | Luthier          | Freddy Head         | Christian Datessen  | Ghislaine Head               | Suvanee            | Skys Sunny        | 1'38"60  |
| 1975  | Ivanjica           | France      | Sir Ivor         | Freddy Head         | Alec Head           | Jacques Wertheimer           | Nobiliary          | Broadway Dancer   | 1'38"40  |
| 1974  | Dumka              | France      | Kashmir          | Alain Lequeux       | Jacques de Chevigny | C. Bauer                     | Hippodamia         | Curtain Bow       | 1'47"50  |
| 1973  | Allez France       | France      | Sea Bird         | Yves Saint-Martin   | Albert Klimscha     | Daniel Wildenstein           | Princess Arjumand  | Dahlia            | 1'44"60  |
| 1972  | Mata Hari          | France      | Orsini           | Jean Cruguet        | Angel Penna         | Comtesse Batthyany           | Bisaltis           | If                | 1'44"70  |
| 1971  | Bold Fascinator    | France      | Bold Lad         | Bill Williamson     | John Fellows        | Wendell Rosso                | Malva              | Tawny Owl         | 1'39"70  |
| 1970  | Pampered Miss      | France      | Sadair           | Maurice Philipperon | John Cunnington Jr. | Nelson Bunker Hunt           | Prudent Miss       | Popkins           | 1'40"60  |

## Précédentes lauréates
- 1883 - Stockholm
- 1884 - Yvrande
- 1885 - Barberine
- 1886 - Sakountala
- 1887 - Ténébreuse
- 1888 - Widgeon
- 1889 - May Pole
- 1890 - Wandora
- 1891 - Primrose
- 1892 - Kairouan
- 1893 - Tilly
- 1894 - Calcéolaire
- 1895 - Andrée
- 1896 - Riposte
- 1897 - Roxelane
- 1898 - Polymnie
- 1899 - Sesara
- 1900 - Semendria
- 1901 - La Camargo
- 1902 - Kizil Kourgan
- 1903 - Rose de Mai
- 1904 - Xylène
- 1905 - Princesse Lointaine
- 1906 - Saïs
- 1907 - Madree
- 1908 - Sauge Pourprée
- 1909 - Ronde de Nuit
- 1910 - Vellica
- 1911 - Bolide
- 1912 - Porte Maillot
- 1913 - Banshee
- 1914 - Diavolezza
- 1915-18 - pas de course
- 1919 - Galejade
- 1920 - Flowershop
- 1921 - Nephthys
- 1922 - Frisky
- 1923 - Anna Bolena
- 1924 - Rebia
- 1925 - La Dame de Trèfle
- 1926 - Mackwiller
- 1927 - Fairy Legend
- 1928 - Roahouga
- 1929 - Poésie
- 1930 - Rose Thé
- 1931 - Pearl Cap
- 1932 - Ligne de Fond
- 1933 - Bipearl
- 1934 - Mary Tudor
- 1935 - The Nile
- 1936 - Blue Bear
- 1937 - Colette Baudoche
- 1938 - Féerie
- 1939 - Yonne
- 1940 - pas de course
- 1941 - Longthahn
- 1942 - Esméralda
- 1943 - Caravelle
- 1944 - Palencia
- 1945 - Nikellora
- 1946 - Real
- 1947 - Imprudence
- 1948 - Corteira
- 1949 - Coronation / Galgala (dead-heat)
- 1950 - Corejada
- 1951 - Djelfa
- 1952 - Pomaré
- 1953 - Hurnli
- 1954 - Virgule
- 1955 - Dictaway
- 1956 - Apollonia
- 1957 - Toro
- 1958 - Yla
- 1959 - Ginetta
- 1960 - Timandra
- 1961 - Solitude
- 1962 - La Sega
- 1963 - Altissima
- 1964 - Rajput Princess
- 1965 - La Sarre
- 1966 - Right Away
- 1967 - Gazala
- 1968 - Pola Bella
- 1969 - Koblenza